# Fiecare moare singur (roman)
Fiecare moare singur (original în germană Jeder stirbt für sich allein), apărut în traducere românească cu titlul Singur în Berlin, este un roman al autorului german Hans Fallada.
Romanul, descris de Primo Levi ca fiind „cea mai bună carte scrisă vreodată despre rezistența germană antinazistă”, descrie viața oamenilor de rând dintr-un bloc muncitoresc din strada Jablonski 55, Berlin, în timpul terorii naziste.
După terminarea războiului, Fallada l-a întâlnit în 1945 pe poetul și viitorul ministru al culturii din RDG Johannes Becher, care i-a dat niște dosare Gestapo primite prin intermediul contactelor sale sovietice, sau conform altor surse, prin intermediul lui Otto Winzer, consilier municipal pentru cultura poporului („Stadtrat für Volksbildung”) referitoare la cazul cuplului Otto și Elise Hampel, rugându-l să scrie ceva bazat pe ele, deoarece Kulturbund zur demokratischen Erneuerung Deutschlands („Uniunea culturală pentru reînnoirea Germaniei”) căuta scriitori care să scrie despre rezistența antinazistă. Deoarece nu participase la rezistența antinazistă, Fallada a șovăit inițial pentru a nu fi criticat că vrea să pară mai bun decât fusese, afirmând că și el „se lăsase dus de marele curent.” La insistențele lui Becher, transmise prin intermediul liu Kurt Willhelm, secretar general al Uniunii culturale, Fallada s-a lăsat convins după ce i se explicase că protagoniștii nu acționaseră din vreo convingere politică ci fusese acțiunea a două persoane simple, care trăiseră o viață retrasă.
Scris în 1946, în numai 24 de zile, romanul pleacă de la o întâmplare adevărată, anume campania antinazistă a cuplului Otto și Elise Hempel, care după moartea pe front a fratelui lui Elise, Kurt Lemme, au împrăștiat în scările blocurilor cca 200 de cărți poștale și scrisori cu mesaje antifasciste. După ce au fost denunțați de către un coleg de serviciu al lui Otto, au fost arestați la data de 20 octombrie 1942, condamnați la moarte pentru „demoralizarea trupelor” și „pregătire de înaltă trădare” și executați cu ghilotina la închisoarea Plötzensee din Berlin la data de 8 aprilie 1943. Romanul nu descrie doar situația acestei familii (pe care o redenumește „Quangel”), ci și cea a vecinilor, neamurilor și a inamicilor.
Fallada a început să scrie de mână romanul la data de 20 septembrie 1945, lucrând timp de 24 de zile de dimineața la ora 5 până seara la ora 7, manuscrisul final însumând 866 de pagini dactilografiate. Fallada nu a apucat să-și vadă romanul publicat, deoarece câns s-a întâmplat acest lucru el decedase deja într-o clinică de dezintoxicare, unde fusese internat forțat pentru dependență de morfină.

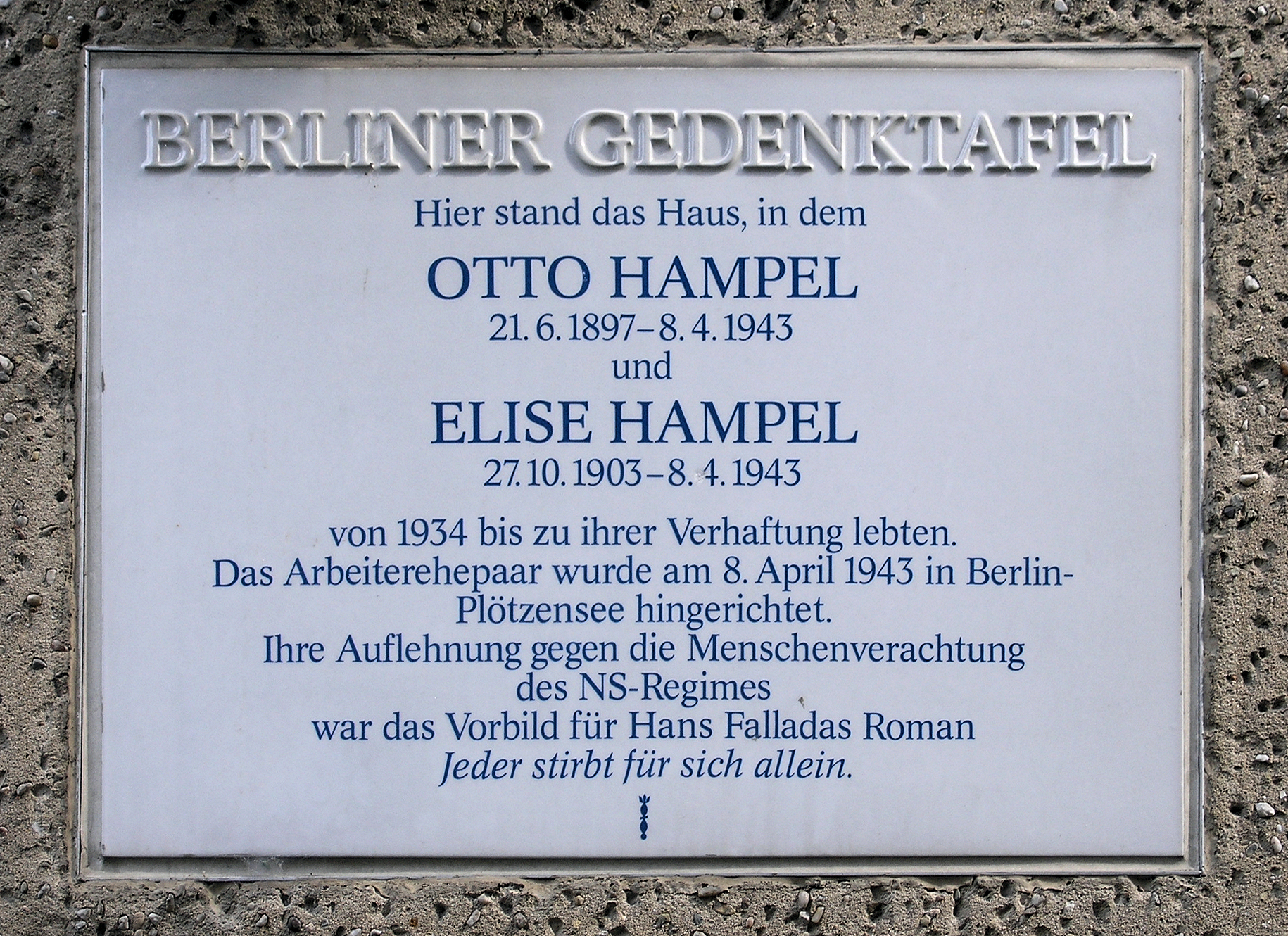
Placă memorială pe fasada clădirii din Amsterdamer Straße 10, Berlin, unde au locuit Otto și Elise Hampel

Scris în stilul unui roman polițist clasic, romanul are ca temă răul și efectul lui asupra vieții de zi cu zi în Germania nazistă.

## Traduceri, filmatizări, spectacole
Romanul, care a fost tradus în peste 30 de limbi, a fost filmatizat de trei ori până în 2011.
Cu toate că romanul fusese tradus în unele limbi străine la puțin timp după publicarea sa în Germania (în special în limbile blocului comunist), primele traduceri în limba engleză au apărut în 2009, el devenind un best-seller.
Până în martie 2011 romanul se vânduse în cca 750.000 de exemplare la nivel mondial.

### Traduceri
- Uniunea Sovietică
  - 1948, Иностранная литература, Каждый умирает в одиночку[19]
- România
  - 1951, Editura pentru literatură și artă, Fiecare moare singur, 1951[20]
- Cehoslovacia
  - 1954, Československý spisovatel  I ve smrti sami[21]
- Norvegia 
  - 1954, Aschehoug, Den veien du går alene[22]
  - 2011, Dinamo forlag, ISBN 978-82-8071-224-0 Alle dør alene no  [13]
- Franța
  - 1967, Plon, Seria "Feux croisés", Seul dans Berlin[23]
  - 2002, Éditions Denoël, Seria "Et d'ailleurs", ISBN 2-207-25305-8[23]
  - 2004, Editura Gallimard, Folio, ISBN 2-07-031296-8[23]
- SUA și Marea Britanie
  - 2009, Melville House Publishing, Everyman Dies Alone[24]
  - 2009, Penguin Books (UK), Alone in Berlin,[25]
- Polonia 
  - 1989, Wydawnictwo Ministerstwa Obrony Narodowej, ISBN 83-11-07708-8 Każdy umiera w samotności[26]
- Italia
  - 1952, 1981, 1995, 2010, diferite edituri, Ognuno muore solo[27]
- Israel
  - 2010, Proza, "לבד בברלין"[28]
- Olanda
  - 2010, Cossee, Alleen in Berlijn[29]

### Ecranizări
- Prima ecranizare a romanului a avut loc în 1962 în regia lui Falk Harnack. Titlu: „Jeder stirbt für sich allein”.[30]

- În 1970 casa de filme RDG-istă DEFA a făcut un serial în trei părți (regia: Hans-Joachim Kasprzik).[31]

- În 1975 Hildegard Knef și Carl Raddatz au avut rolurile principale ale unei alte filmări în limba germană, în regia lui Alfred Vohrer.[32]

- I ve smrti sami, Televiziunea cehă, 2004. Miniserie TV în trei părți, în regia lui Dušan Klein.[33]

### Spectacole
În 1981 regizorul Peter Zadek a pus în scenă la Teatrul Schiller din Berlinul de Vest spectacolul de revistă „Jeder stirbt für sich allein”.

În 2011 la Teatrul Maxim Gorki din Berlin a fost pus în scenă spectacolul „Jeder stirbt für sich allein” regizat de Jorinde Dröse.